# Burnie International 2018 - Doppio maschile
Il doppio maschile del torneo di tennis professionistico Burnie International 2018, facente parte della categoria Challenger 80 nell'ambito dell'ATP Challenger Tour 2018, si è giocato dal 29 gennaio al 4 febbraio a Burnie, in Australia.
Brydan Klein e Dane Propoggia erano i detentori del titolo, ma hanno deciso di partecipare al torneo con partner diversi. Klein ha fatto coppia con Bradley Mousley, venendo però eliminati in semifinale da Gerard e Marcel Granollers, e e Propoggia con Vijay Sundar Prashanth, venedo eliminati al primo turno da Andrew Harris e Luke Saville.
in finale Gerard e Marcel Granollers e hanno battuto in finale Evan King e Max Schnur con il punteggio di 7–6(8), 6–2.

## Teste di serie
1. Steven de Waard /  Marc Polmans (quarti di finale)
2. Brydan Klein /  Bradley Mousley (semifinale)

1. Gerard Granollers /  Marcel Granollers (campioni)
2. Max Purcell /  Andrew Whittington (semifinale)

## Wild card
1. Blake Ellis /  Gavin van Peperzeel (primo turno)

1. Andrew Harris /  Luke Savile (quarti di finale)

## Ranking protetto
1. Kevin King /  Dean O'Brien (primo turno)

## Alternate
1. Jacob Grills /  Benjamin Mitchell (primo turno)

## Tabellone

### Legenda
| - Q = Qualificato - WC = Wild card - LL = Lucky loser | - ALT = Alternate - SE = Special Exempt - PR = Protected Ranking | - w/o = Walkover - r = Ritirato - d = Squalificato |

|  | Primo turno | Primo turno               | Primo turno               | Primo turno | Primo turno |  |  | Quarti di finale | Quarti di finale          | Quarti di finale | Quarti di finale        | Quarti di finale        |   |   | Semifinali | Semifinali                | Semifinali                | Semifinali                | Semifinali                |     |   | Finale | Finale | Finale | Finale | Finale |  |
|  |             |                           |                           |             |             |  |  |                  |                           |                  |                         |                         |   |   |            |                           |                           |                           |                           |     |   |        |        |        |        |        |  |
|  | 1           | S de Waard M Polmans      | 7                         | 5           | [10]        |  |  |                  |                           |                  |                         |                         |   |   |            |                           |                           |                           |                           |     |   |        |        |        |        |        |  |
|  |             | S Bangoura N Pasha        | 5                         | 7           | [6]         |  |  | 1                | S de Waard M Polmans      | 6                | 64                      | [7]                     |   |   |            |                           |                           |                           |                           |     |   |        |        |        |        |        |  |
|  |             | M Banes J Kubler          | M Banes J Kubler          | 1           | 4           |  |  |                  | E King M Schnur           | 4                | 7                       | [10]                    |   |   |            |                           |                           |                           |                           |     |   |        |        |        |        |        |  |
|  |             | E King M Schnur           | E King M Schnur           | 6           | 6           |  |  |                  |                           |                  |                         |                         |   |   |            | E King M Schnur           | E King M Schnur           | 6                         | 6                         |     |   |        |        |        |        |        |  |
|  | 4           | M Purcell A Whittington   | M Purcell A Whittington   | 6           | 7           |  |  |                  |                           | 4                | M Purcell A Whittington | M Purcell A Whittington | 4 | 4 |            |                           |                           |                           |                           |     |   |        |        |        |        |        |  |
|  | PR          | K King D O'Brien          | K King D O'Brien          | 1           | 65          |  |  | 4                | M Purcell A Whittington   | 2                | 6                       | [10]                    |   |   |            |                           |                           |                           |                           |     |   |        |        |        |        |        |  |
|  |             | Z Li S Robert             | 4                         | 6           | [10]        |  |  |                  | Z Li S Robert             | 6                | 3                       | [8]                     |   |   |            |                           |                           |                           |                           |     |   |        |        |        |        |        |  |
|  | Alt         | J Grills B Mitchell       | 6                         | 1           | [4]         |  |  |                  |                           |                  |                         |                         |   |   |            | E King M Schnur           | E King M Schnur           | 68                        | 2                         |     |   |        |        |        |        |        |  |
|  |             | T Niki Y Takahashi        | 6                         | 4           | [10]        |  |  |                  |                           |                  |                         |                         |   |   |            |                           | 3                         | G Granollers M Granollers | G Granollers M Granollers | 710 | 6 |        |        |        |        |        |  |
|  | WC          | B Ellis G van Peperzeel   | 3                         | 6           | [6]         |  |  |                  | T Niki Y Takahashi        | 1                | 6                       | [6]                     |   |   |            |                           |                           |                           |                           |     |   |        |        |        |        |        |  |
|  |             | N Lammons A Lawson        | N Lammons A Lawson        | 4           | 4           |  |  | 3                | G Granollers M Granollers | 6                | 0                       | [10]                    |   |   |            |                           |                           |                           |                           |     |   |        |        |        |        |        |  |
|  | 3           | G Granollers M Granollers | G Granollers M Granollers | 6           | 6           |  |  |                  |                           |                  |                         |                         |   |   | 3          | G Granollers M Granollers | G Granollers M Granollers | 6                         | 6                         |     |   |        |        |        |        |        |  |
|  |             | VS Prashanth D Propoggia  | VS Prashanth D Propoggia  | 5           | 63          |  |  |                  |                           | 2                | B Klein B Mousley       | B Klein B Mousley       | 2 | 2 |            |                           |                           |                           |                           |     |   |        |        |        |        |        |  |
|  | WC          | A Harris L Saville        | A Harris L Saville        | 7           | 7           |  |  | WC               | A Harris L Saville        | 7                | 5                       | [8]                     |   |   |            |                           |                           |                           |                           |     |   |        |        |        |        |        |  |
|  |             | D Petrović A Sarkissian   | D Petrović A Sarkissian   | 3           | 4           |  |  | 2                | B Klein B Mousley         | 65               | 7                       | [10]                    |   |   |            |                           |                           |                           |                           |     |   |        |        |        |        |        |  |
|  | 2           | B Klein B Mousley         | B Klein B Mousley         | 6           | 6           |  |  |                  |                           |                  |                         |                         |   |   |            |                           |                           |                           |                           |     |   |        |        |        |        |        |  |